# 間瀬りさ
間瀬 りさ（ませ りさ、1986年（昭和61年）3月9日 - ）は大阪府出身のアイドル。身長155cm、体重48kg、スリーサイズはB86・W60・H86。

## 来歴・人物
- 姉がいる。（年齢差は不明）
- 大阪出身だが、長野県にある神社の氏子の家系である。(ブログ内にて公開)
- 「京都!ちゃちゃちゃっ」2005年度第二期レポーター。
- 2005年（平成17年）8月、同番組出演中の井川あゆこ、吉田愛とユニット「ありゃ!」を結成、『欽ちゃんのどこまでやるの!?』の「わらべ」のように親しまれる仲良し三人組「平成のわらべ」がコンセプト。「ayuko」「risa」「ai」の頭文字をとり命名。2006年（平成18年）2月25日に解散。
- 2006年（平成18年）、関西テレビ☆京都チャンネルの「どうどす探検隊」に出演。
- 「京都!ちゃちゃちゃっ」卒業後、所属事務所「オフィスぎぃ」が解散。その後、2007年（平成19年）6月頃、芸能事務所「Earth Mother」に所属。
- その後、芸能事務所「Earth Mother」を離れ、2010年（平成22年）、立原啓裕プロデュースで、水澤薫、月野さあやと三人組ユニット「ポケットパレットw.」を結成。

### エピソード
- 「京都!ちゃちゃちゃっ」出演中、あまりに落ち着きが無いために、視聴者よりクレームが来たという。そのため自分自身でクレームのアイドル略して「クレドル」と言う。
  - 番組卒業時に、京都のシンガーソングライターのツキシンによる曲『負けるな！クレドルませりさ』を披露。
- 「ちちんぷいぷい★今日の晩ご飯何?」のコーナーで街で呼び止められて（自宅へ電話を入れて母親（家にいる人に）晩御飯を聞くというコーナー）出たことをブログの中で書く。

## 出演作品

### テレビ番組（情報・バラエティ）
- サバゲッチュ・サバゲッチュZ・サバゲッチュZZ（サンテレビ）「フルメタルエンジェルス」メンバー
- 京都!ちゃちゃちゃっ（2005年4月 - 2006年3月・2009年3月最終回、関西テレビ☆京都チャンネル・KBS京都）
- どうどす探検隊（2006年6月 - 11月、関西テレビ☆京都チャンネル）
- マヨブラ流「野性爆弾の爆弾社会貢献」枠内（読売テレビ、2008年5月24日）「宇宙警察ポリデッカー」メンバー
- 中島貞夫とめぐる 京都シネマ紀行（2008年7月 - 9月、KBS京都）アシスタント
- GO!GO!kyo-walk（2009年3月6日、関西テレビ☆京都チャンネル）
  - 「京都!ちゃちゃちゃっ」の卒業回の総集編番組として作られたレポート&プロモーションビデオ「まけるな!クレドル ませりさ」を「過去の貴重映像 間瀬りさ編」として放送。

### テレビドラマ
- 学問ノススメ（朝日放送、2007年5月12日）室内プールシーンでのエキストラ役
- 愛しのファミーユ（2007年10月 - 12月、KBS京都・サンテレビ・tvk3局共同制作）マオ役

### 映画
- クローズZERO（2007年10月公開）

### 舞台
- 天国はいく-パラダイスはいく（原案・企画：藤井智憲）
- FULLMONTY「秘密合コン倶楽部」（2010年7月7日 - 11日）
- 劇団空感エンジン「六畳一間で愛してる」（2011年9月8日 - 12日、エアースタジオ）
- FULLMONTY「アイベツリク」（2012年5月30日 - 6月3日、萬劇場）
- 劇団空感エンジン「時計〜僕がいる理由〜」（2012年7月25日 - 30日、エアースタジオ）
- FULLMONTY」「新・戦国浪漫イナズマ」（2013年9月19日 - 23日、萬劇場）

### 雑誌
- 月刊アームズマガジン 表紙（ホビージャパン）

### ポスター
- 城崎温泉イメージポスター（2008年・2009年）

### DVD-R写真集
- DVD-R データ写真集「全国都道府県別 新人アイドル名鑑」間瀬りさ[2]

### その他
- トンボリ・ドット・コム 進行役VJ（ビデオジョッキー）担当

## 楽曲

### CD
シングル
- 「ありゃ？」名義
  - gii/gii-001（2005年9月1日）

### 未発売曲
- 間瀬りさ 名義
  - まけるな！クレドル ませりさ（「京都!ちゃちゃちゃっ」内と、「GO!GO!kyo-walk」内にて放送のみ）